# Matt Burke
Matthew Coleman Burke (26. března 1973, Sydney) je bývalý australský ragbista, který hrál jako zadák nebo tříčtvrtka.
Za Austrálii odehrál 81 zápasů a připsal si 878 bodů (1993 – 2004). Na MS 1999 se stal mistrem světa, ve finále si připsal proti Francii 25 bodů, což je nejvíce získaných bodů ve finálovém zápase MS. Celkem si na MS 1999 připsal 101 bodů. Na MS 2003 získal se svou zemí 2. místo. V roce 2001 vyhrál Pohár 3 národů a připsal si na tomto turnaji nejvíce bodů (53). V roce 1998 byl v této soutěži také hráčem s nejvíce body (50).
Po odchodu z Austrálie si za reprezentaci už nikdy nezahrál. Kariéru ukončil v roce 2008 kvůli zranění kolenního vazu jako hráč anglického týmu Newcastle Falcons. V roce 1996 si připsal v Super Rugby jako hráč NSW Waratahs nejvíce bodů (157).
Od roku 2013 se stal komentátorem v Channel 10. V říjnu 2024 rozhodlo vedení, že v prosinci 2024 Burke ve své práci kvůli finančním problémům skončí.

## Klubová kariéra
- 1991 – 1996 Eastwood RC
- 1996 – 2004 NSW Waratahs
- 2004 – 2008 Newcastle Falcons